# Larnaks

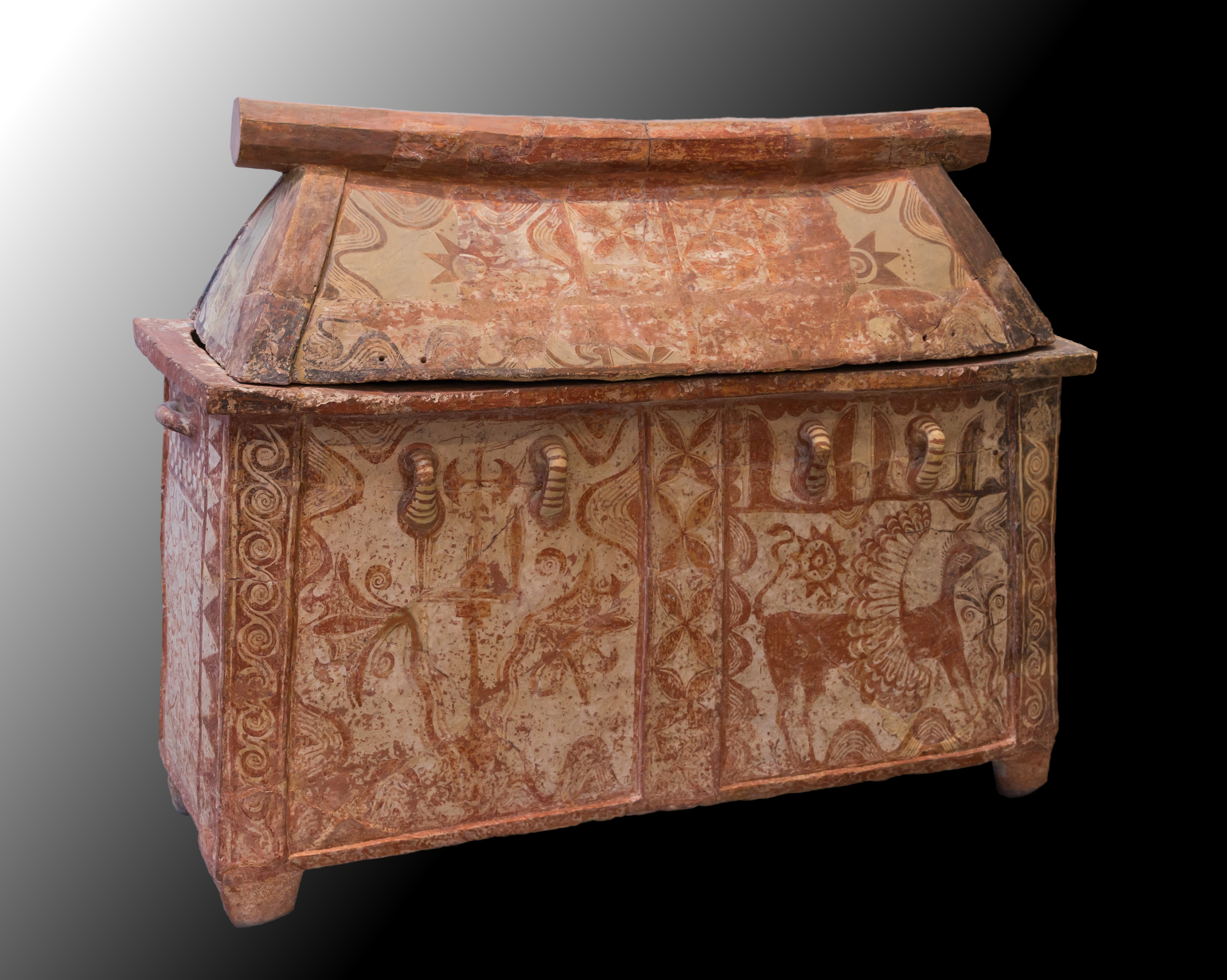
Minojski larnaks z dachową pokrywą i dekoracją geometryczno-roślinną

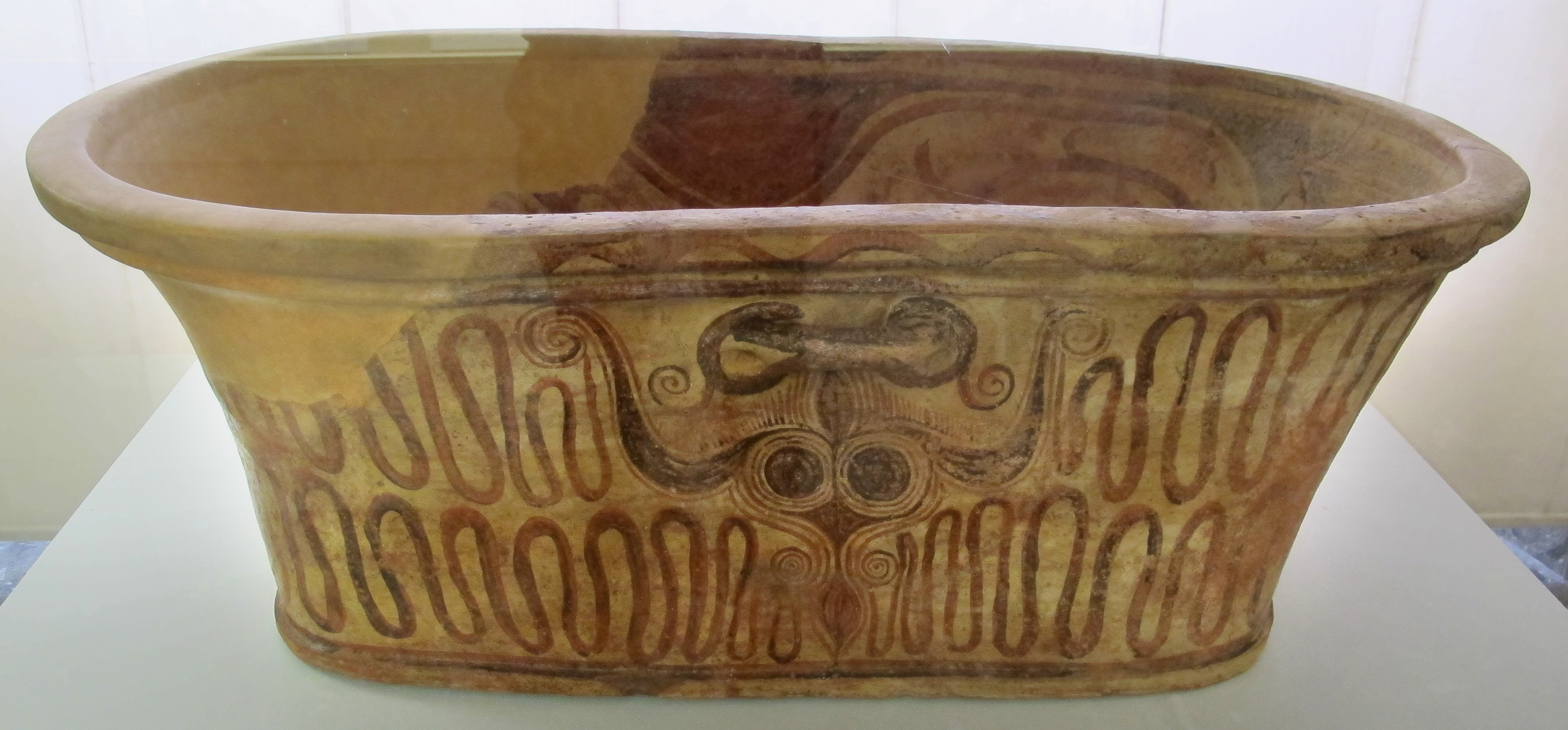
Późnominojski larnaks z Krety

Larnaks – starogrecki wyrób (głównie ceramiczny) w kształcie skrzyni, służący do celów domowych i grzebalnych (jako sarkofag); charakterystyczny dla kultury egejskiej, ale występujący również w późniejszej kulturze starożytnych Greków.

## Larnaksy kultury egejskiej
Wykonywano je głównie z wypalanej gliny (terakota), lecz także z kamienia i z drewna. Najczęściej były to skrzynie na nóżkach, nakryte spadowym dachem, inne miały kształt wanny. Przy wymiarach od 80 do l00 cm, zmarłych grzebano w nich w pozycji skulonej. Liczne larnaksy były polichromowane i zdobione głównie motywami roślinnymi i geometrycznymi, niekiedy przedstawieniami fauny morskiej (np. ośmiornic), rzadziej wyobrażeniami ludzi i zwierząt.
Najwcześniejsze datowane są na koniec III tysiąclecia p.n.e., większość jednak pochodzi z okresu 1400-1100 p.n.e., głównie z Krety, lecz także z Grecji kontynentalnej (zwłaszcza z Beocji). Na Krecie odkrywano je zarówno w grotach (np. koło Zakros, Pyrgos), jak i w grobach tolosowych Mesary.
Rzadsze były na obszarze Grecji kontynentalnej, z wyjątkiem beockiej Tanagry, gdzie wzory minojskie przyjęły się pod koniec XIII w. p.n.e. Tamtejsze zdobnictwo charakteryzuje jednak wykorzystanie odmiennych wzorców miejscowych. Licznie znajdowane w pochówkach późnomykeńskich, tanagryjskie larnaksy dekorowane są scenami opłakiwania zmarłego, żałobnych pochodów, procesji płaczek czy igrzysk ku pamięci zmarłego. Malowano je barwą czarną lub czerwoną na żółtym tle gliny, choć zdarzają się polichromowane o zróżnicowanej tonacji czerwonej, niebieskiej, białej.

## Larnaksy późnoarchaiczne

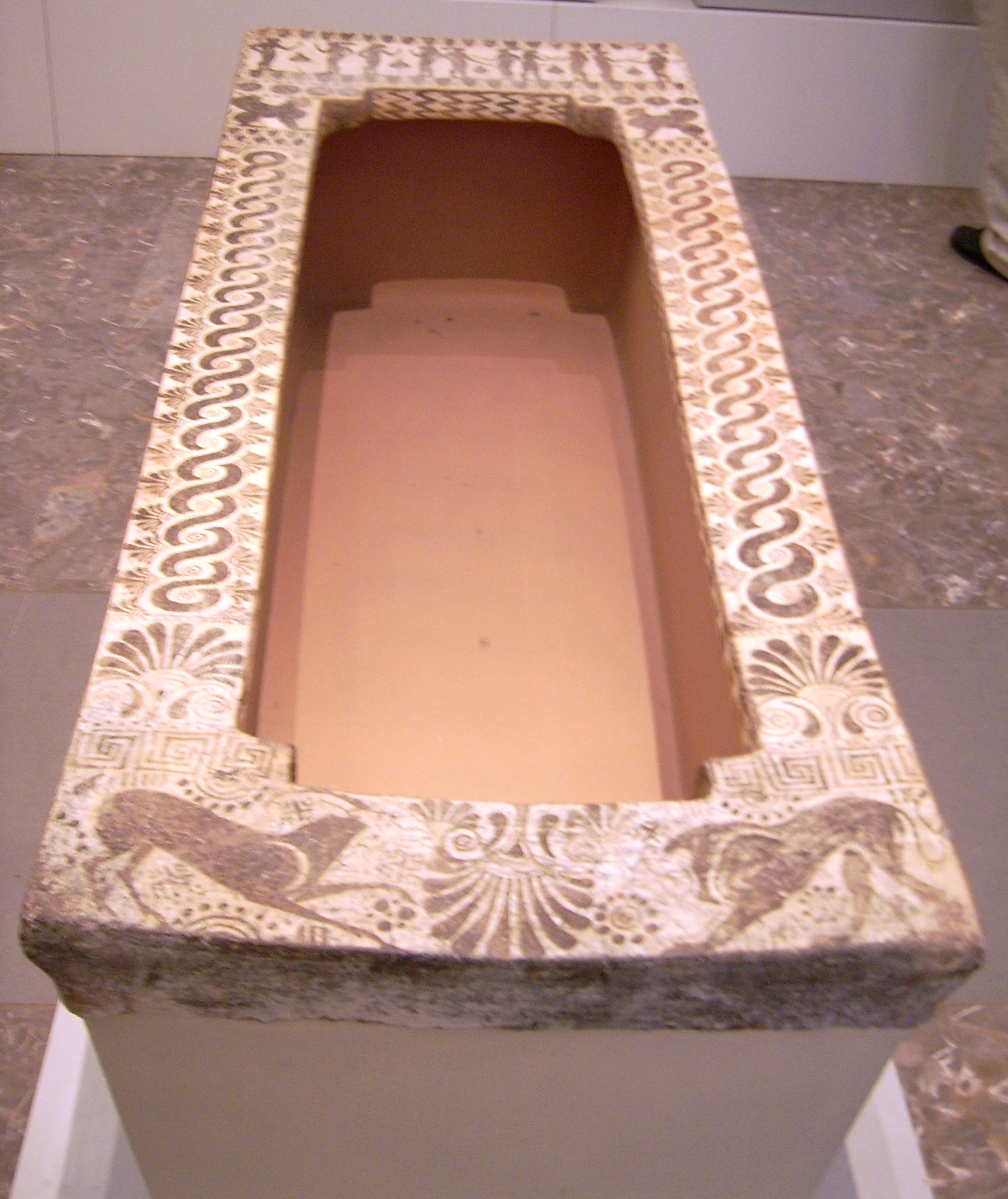
Zdobiony sarkofag z Klazomenaj

Osobną grupę z późniejszego okresu stanowią jońskie larnaksy z małoazjatyckiego Klazomenaj wykonywane w kształcie skrzyni nieco rozszerzonej u góry, a zwężonej na dole i zdobionej na ramie otaczającej otwór. Na jasnym tle dekorowano je w stylu czarnofigurowym ornamentami geometryczno-floralnymi (plecionką, kimationem, meandrami, palmetami) z dodatkiem motywów ludzkich i zwierzęcych (sfinksy, syreny). Występują na nich też sceny walk i polowań, natomiast rzadkie są wyobrażenia mitologiczne. Ich rysunek jest sylwetowy, niekiedy zaznaczany liniami rytymi dla wewnętrznego modelunku. Motywami figuralnymi zdobiono krótsze boki, podczas gdy na dłuższych umieszczano ornament ciągły (najczęściej plecionkę). Larnaksy te powstawały głównie w VI wieku p.n.e. i stanowiły krótkotrwałe lokalne zjawisko w rozwoju sztuki greckiej, stopniowo zanikając po 550 p.n.e. w związku ze zubożeniem i upadkiem miasta. Ich wczesnoklasyczne egzemplarze pochodzą z pierwszej ćwierci V wieku p.n.e. (ok. 470 p.n.e.).

## Larnaksy z Werginy

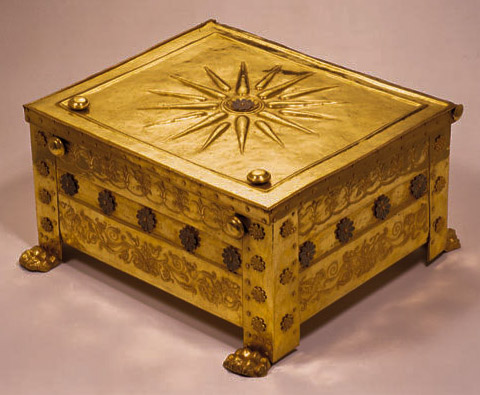
Złoty larnaks Filipa II z Werginy

Do najbardziej spopularyzowanych należą larnaksy królewskie z grobowców władców macedońskich w Werginie (starożytne Ajgaj), pochodzące z IV wieku p.n.e.; spoczywały w nich oczyszczone szczątki kostne pozostałe po spaleniu zwłok. Są to:
- złoty larnaks z szesnastoramienną gwiazdą na płaskim wieku, w którym odkryto szczątki Filipa II, zawinięte w purpurowy materiał;
- mniejszy, także złoty larnaks, z dwunastoramienną gwiazdą na wieku, zawierający szczątki najmłodszej żony Filipa – Kleopatry, zamordowanej po śmierci męża.

Obecnie obydwa zabytki wchodzą w skład ekspozycji muzealnej przy grobowcach królewskich w Werginie.

## Inne funkcje
Słowo „larnaks” określało również wszelkiego rodzaju skrzynie – również drewniane, służące do przechowywania zapasów żywności. Tym terminem określano też skrzynię-okręt, który posłużył Deukalionowi do ocalenia podczas potopu zesłanego przez Zeusa na ludzi, a także skrzynie, w których porzucano dzieci. 
Podobne skrzynie spełniające w greckiej kulturze rozmaite funkcje znane były również pod nazwą kibatos. Wytwarzane w wielu odmianach, czasem bogato zdobione, miały zróżnicowane wymiary i konstrukcję.